# هیدکی ماتسویاما
هیدکی ماتسویاما (انگلیسی: Hideki Matsuyama; ۲۵ فوریهٔ ۱۹۹۲) گلف‌باز اهل ژاپن است.